# Tobzoskafélék
A tobzoskafélék (Manidae) az emlősök (Mammalia) osztályának Laurasiatheria öregrendjébe, ezen belül a tobzoskák (Pholidota) rendjébe tartozó egyetlen olyan család, amelyben még léteznek élő fajok.

## Rendszerezés
A családba az alábbi 2 alcsalád és 3-5 nem tartozik:
- Maninae Gray, 1821
  - Manis Linnaeus, 1758 - 4 élő faj és 3 fosszilis faj; típusnem - korábban az emlősrend egyetlen élő nemének vélték
- Smutsiinae Gray, 1873
  - Phataginus Rafinesque, 1821 - 2 élő faj
  - Smutsia Gray, 1865 - 2 élő faj

- Incertae sedis
  - †Eomanis Storch, 1978 - 2 fosszilis faj; egyes rendszerezések szerint az Eomanidae családba tartozik[4]
  - †Necromanis Filhol, 1893 - 2 fosszilis faj; egyes rendszerezések szerint bizonytalan helyzetű, azaz a saját családja még nincs megalkotva[5][6][7]

## Képek

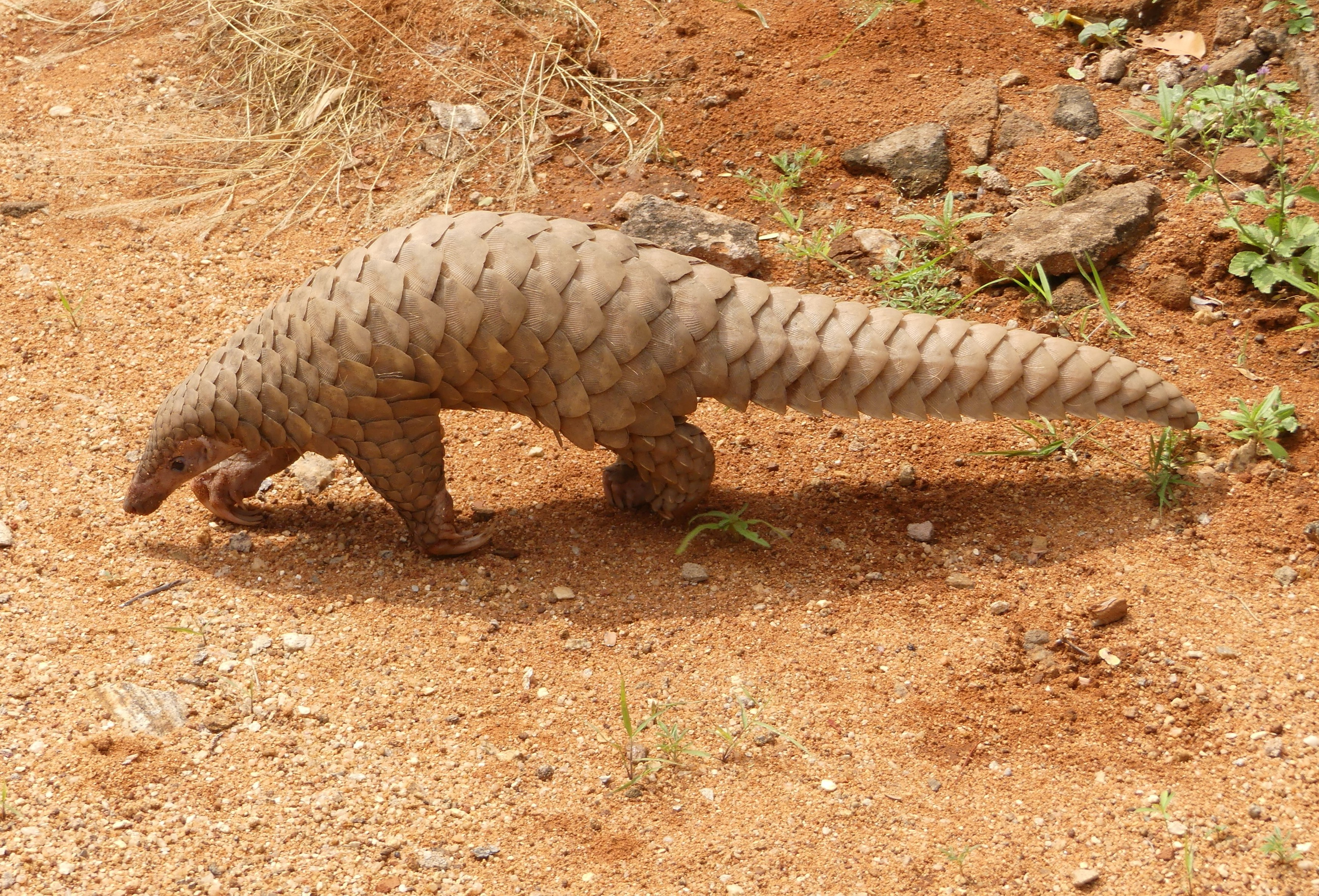
Indiai tobzoska (Manis crassicaudata)
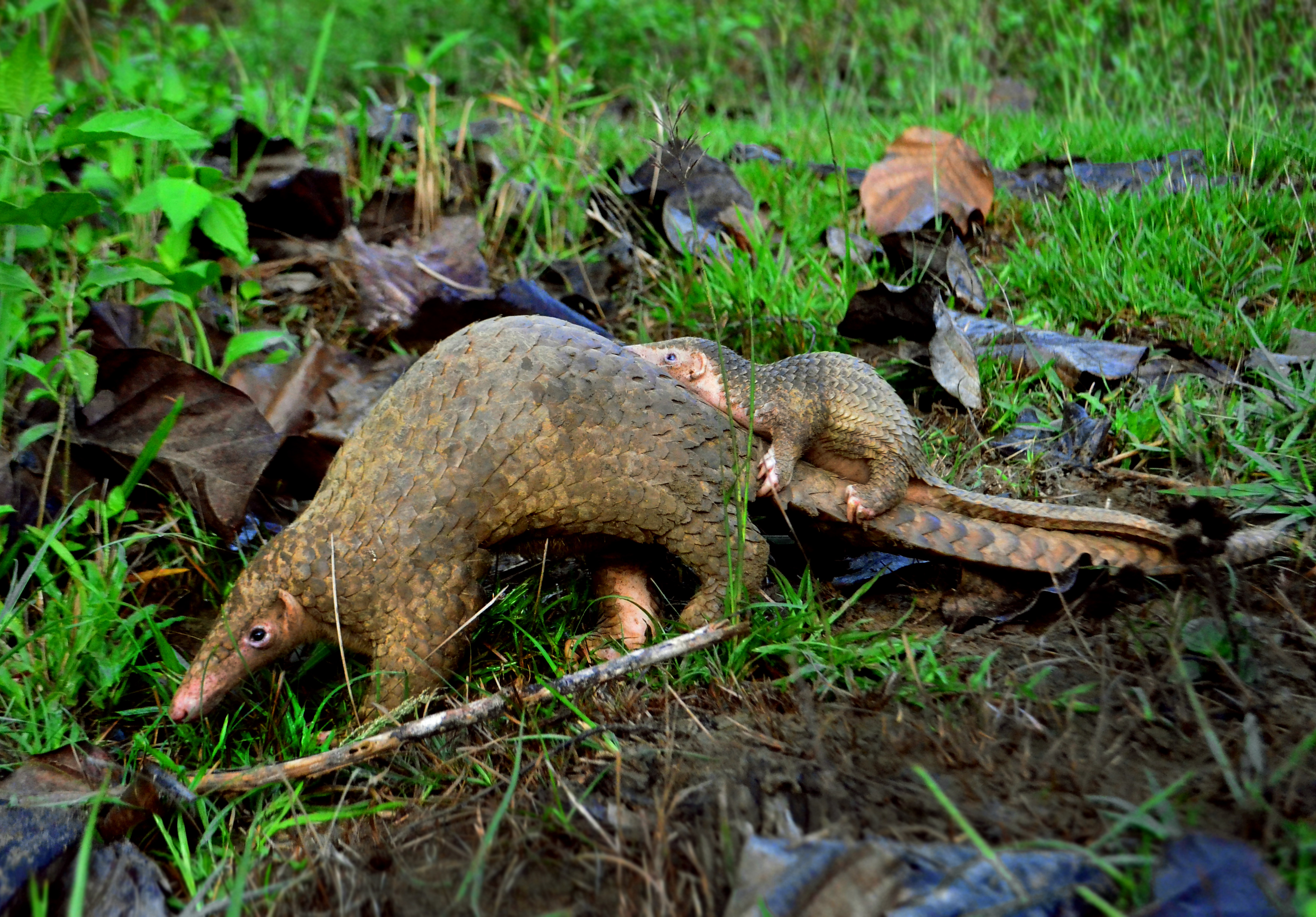
Palawani tobzoska (Manis culionensis)
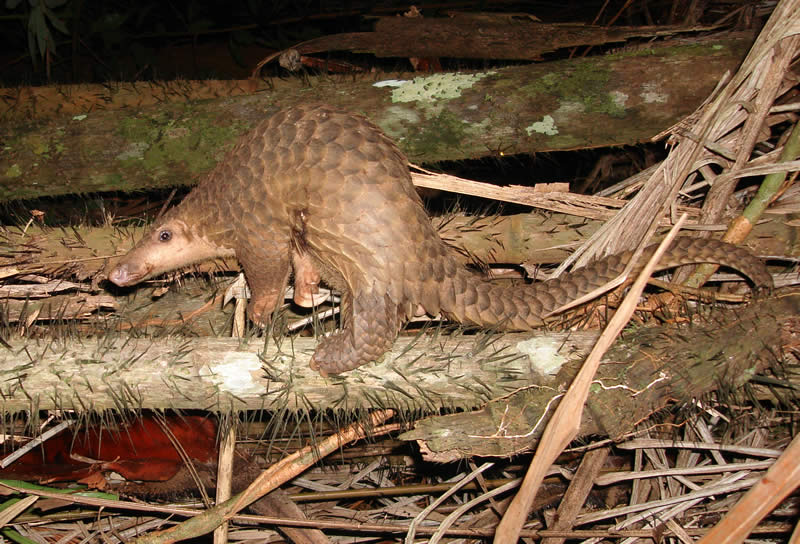
Jávai tobzoska (Manis javanica)
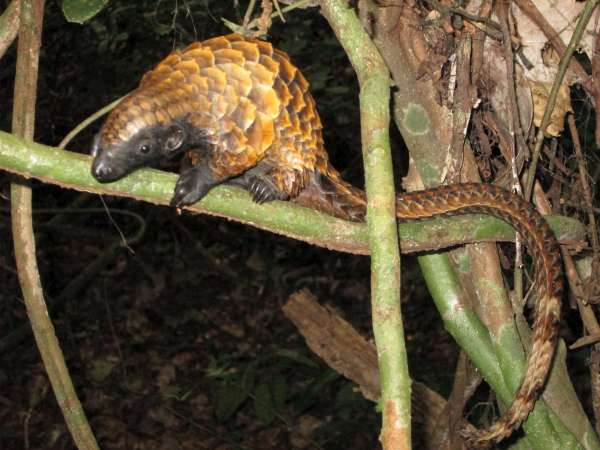
Hosszúfarkú tobzoska (Phataginus tetradactyla)
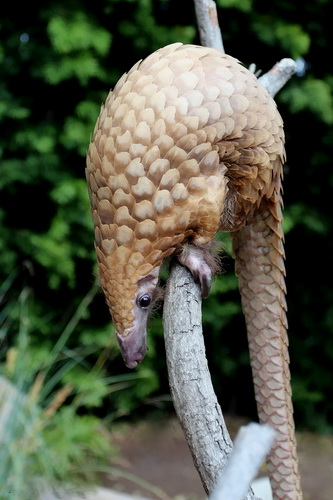
Fehérhasú tobzoska (Phataginus tricuspis)
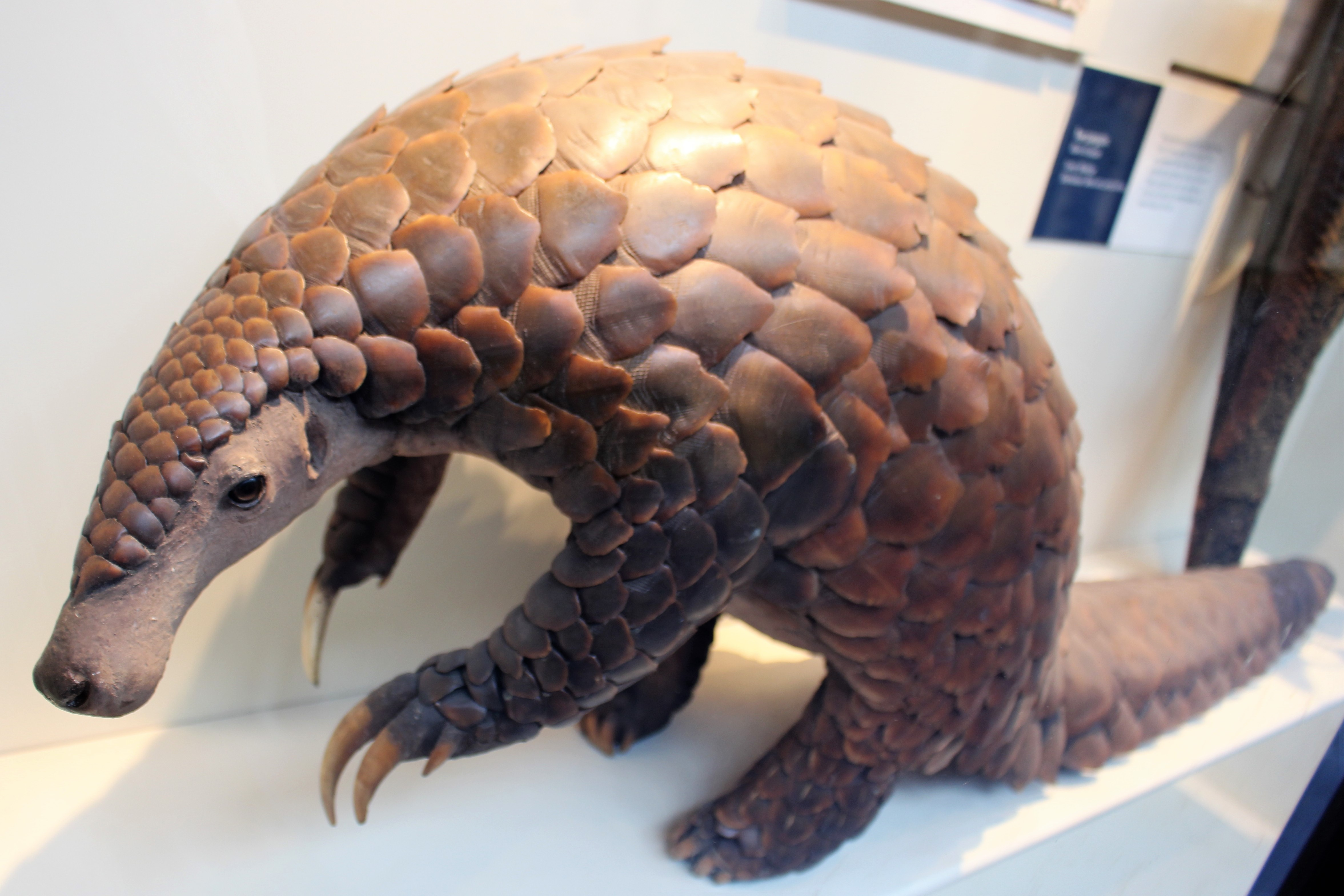
Óriás tobzoska (Smutsia gigantea)
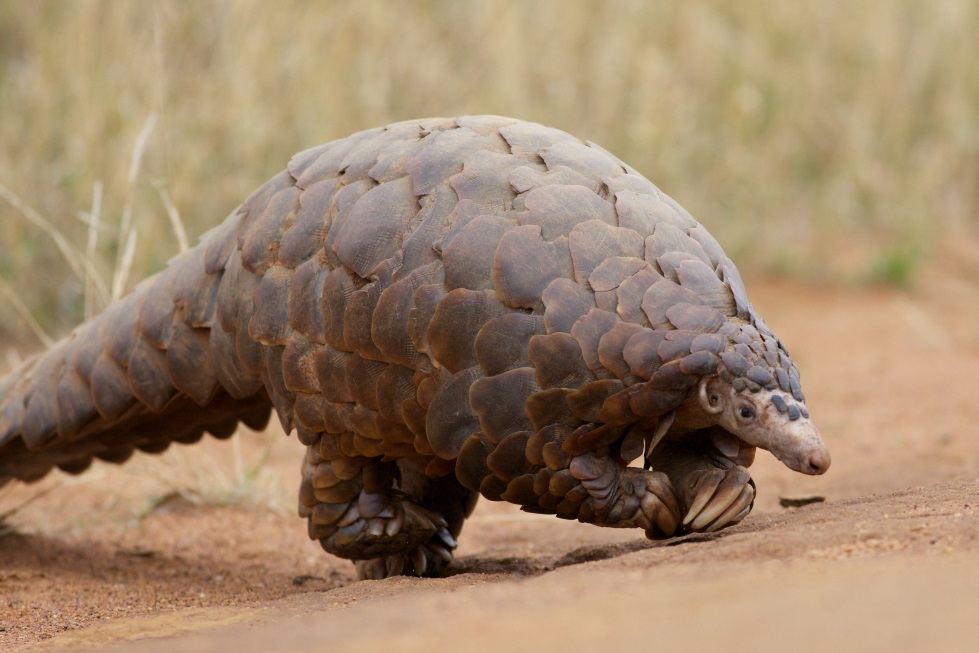
Tömpefarkú tobzoska (Smutsia temminckii)

## Fordítás
- Ez a szócikk részben vagy egészben  a   Pangolin#Taxonomy című angol Wikipédia-szócikk ezen változatának fordításán alapul.  Az eredeti cikk szerkesztőit annak laptörténete sorolja fel. Ez a jelzés csupán a megfogalmazás eredetét és a szerzői jogokat jelzi, nem szolgál a cikkben szereplő információk forrásmegjelöléseként.